# 凋落ゲーム
『凋落ゲーム』（ちょうらくゲーム）は、2023年2月8日（7日深夜）から3月1日（2月28日深夜）まで、フジテレビの「火曜ACTION!」枠（関東ローカル）で放送されたテレビドラマ。主演はフジテレビ系連続ドラマ初主演となる菅生新樹。
インフルエンサーの若手起業家が、人には絶対に知られたくない出来事を撮影され、何者かに脅迫され不可解なゲームに巻き込まれていくノンストップエンターテインメント。

## キャスト

### shareDresser
ファッションサブスクリプションサービス会社。
守口奏多（もりぐち かなた）
演 - 菅生新樹
主人公。代表。
有名起業家にSNSで紹介され、事業を軌道に乗せ、多くのファンを獲得した若手起業家。
王生楓（いくるみ かえで）
演 - 水谷果穂
プロジェクトマネジャー。奏多がひそかに思いを寄せる女性。
小山聖菜（こやま せいな）
演 - 那須ほほみ
スタイリスト。
吉光幸太郎（よしみつ こうたろう）
演 - 内藤秀一郎
エンジニア。こだわりが強く、奏多と対立することもある。

### その他
藤木剛志（ふじき つよし）
演 - 丸山智己
奏多の憧れの存在である有名起業家。「shareDresser」をSNSで紹介して一躍注目企業に押し上げる。
寺田悟（てらだ さとる）
演 - 森永悠希
エンジニア。奏多の大学時代の友人であったが、仲違いして「shareDresser」を退社する。

## スタッフ
- 脚本 - 北浦勝大[1]
- 主題歌 - 空白ごっこ「ゼッタイゼツメイ」（ポニーキャニオン）[4]
- 演出 - 水戸祐介[1]
- プロデュース - 大野公紀[1]
- 制作プロデューサー - 古谷忠之

## 放送日程
| 話数   | 放送日  | サブタイトル                             |
| ------ | ------- | ---------------------------------------- |
| 第1話  | 2月08日 | 逃れられないゲームの始まり。一通のDMの謎 |
| 第2話  | 2月15日 | 1000万円を配れ!極限のタイムリミット      |
| 第3話  | 2月22日 | エスカレートするお題…壊れゆく人間関係    |
| 最終話 | 3月01日 | 衝撃のクライマックス！Qの正体は？        |